# North Sea Jazz Festival

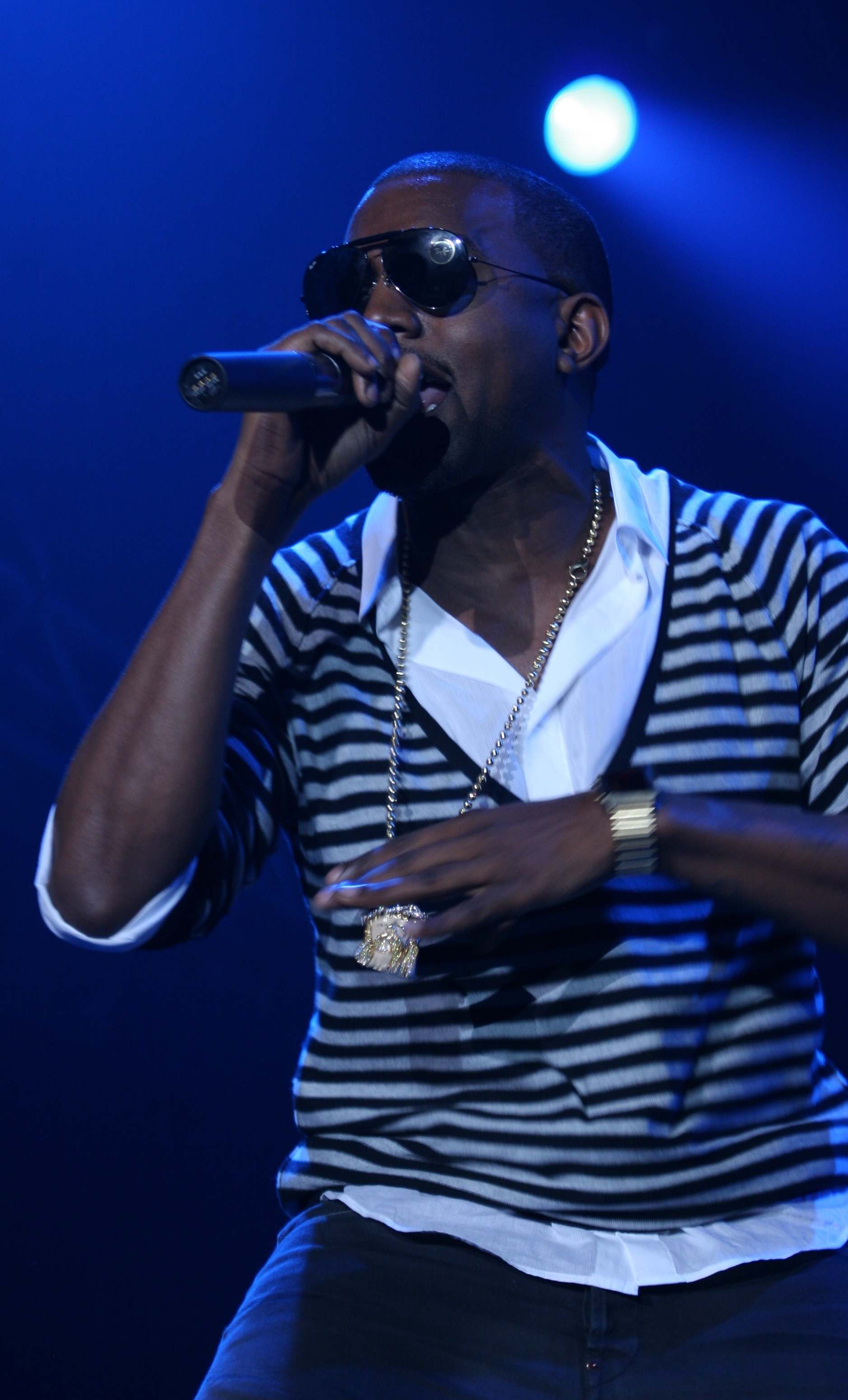
Канье Уэст выступает на North Sea Jazz Festival 2006

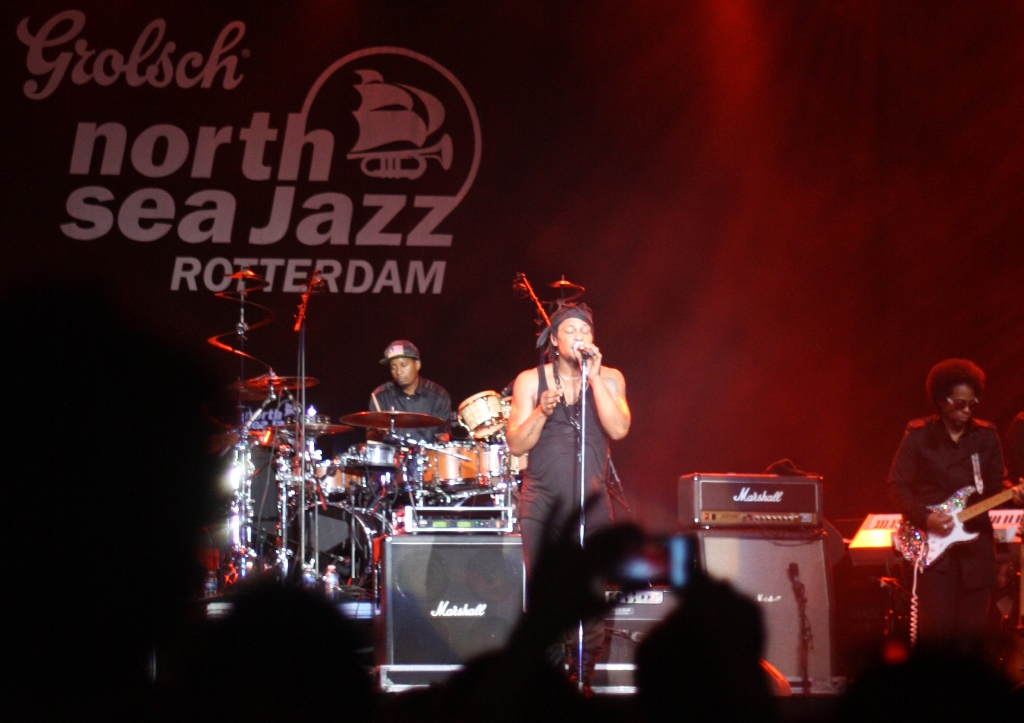
Выступление Д’Анджело на North Sea Jazz Festival 2012 в Роттердаме

North Sea Jazz Festival — ежегодный фестиваль, который проводится каждые вторые выходные июля в Нидерландах на площадке Ahoy. Раньше проводился в Гааге, но с 2006 года в Роттердаме. Это было связано с тем, что площадка Statenhal, где проводился фестиваль, была снесена в 2006 году. По состоянию на 30 июня 2018 года фестиваль официально называется NN North Sea Jazz Festival.

## История
Основателем первого трехдневного фестивал был Пол Акет (англ. Paul Acket), бизнесмен и большой поклонник джаза. Когда Акет в 1975 году продал свою компанию, он смог заниматься организацией и спонсированием фестиваля. Акету хотелось представить публике большое разнообразие джазовой музыки, от американской традиции до европейского авангарда. В 1976 году состоялся первый North Sea Jazz Festival. Это был ошеломительный успех: шесть площадок, тридцать часов концертов и 300 выступлений привлекли более 9000 зрителей. Были приглашены такие легендарные музыканты, как Бенни Гудман, Майлз Дэвис, Билли Экстайн, Сара Воан, Каунт Бейси, Диззи Гиллеспи и Стэн Гетц.
Несколько значимых наград, таких как Edison Jazz Award, а с 1985 года и Bird Awards, вручались на фестивале. Изначально премия присуждалась в трех номинациях: Bird Award International, Bird Award Netherlands и Bird Award Special Appreciation. С 2001 года приз вручается только в одной категории, и в первую очередь это начинающие художники, которые заслуживают большего признания.
В 1990 году были представлены два дополнительный фестиваля: «North Sea Jazz Heats» — бесплатный фестиваль, который проводится в пабах по всей Гааге, а также более эксклюзивный «Midsummer Jazz Gala» — проходит вечером, перед основным фестивалем. Артисты, которые выступали на Midsummer Jazz Gala: Тони Беннетт, Херби Хэнкок и Оскар Питерсон.
Фестиваль вырос до пятнадцати площадок, 1200 артистов и около 25000 посетителей в день. Фестиваль известен во всем мире у любителей многих музыкальных жанров, которые он представляет, от традиционного диксиленда до свинга, бибопа, фьюжн, блюза, госпела, фанка, соула и драм-н-бейса.
Фестиваль признан как «самый большой крытый джазовый фестиваль в мире» и имеет возможность демонстрировать различные направления джаза всех эпох. Также помимо признанных артистов приглашаются молодежные коллективы и исполнители.

## Связанные события
Начиная с 2000 года, в марте/апреле в городе Кейптауне (ЮАР) проводится Cape Town International Jazz Festival, который был основан как North Sea Jazz Cape Town.
На Карибском острове Кюрасао (Нидерландские Антильские острова) в сентябре проводится фестиваль Curaçao North Sea Jazz Festival.